# Фогарти, Карл
Карл Джордж Фо́гарти (англ. Carl George Fogarty; род. 1 июля 1965) — английский мотогонщик и один из самых успешных гонщиков World Superbike всех времен.
Часто известный как Фогги. Он также занимает второе место по количеству побед в гонках — 59. Он — сын бывшего мотогонщика Джорджа Фогарти. В 2011 году Фогарти был назван легендой ФИМ за свои достижения в мотоспорте. Ушедший из гонок с 2000 года, Фогарти известен своим стилем езды на высокой скорости в поворотах в сочетании с агрессивной конкурентоспособностью, что принесло ему 59 побед и четыре победы в чемпионатах мира по супербайку (1994, 1995, 1998 и 1999). Его наибольший успех пришел с заводской командой Ducati. Он был назначен членом Ордена Британской империи в 1998 году. Он выиграл 14-ю серию конкурса «Я знаменитость… Вытащи меня отсюда!» в 2014 году и был коронован «Королём джунглей».

## Чемпионат мира по супербайку
В 1991 году он выступал за команду Нила Таксворта Honda UK в World Superbikes, заняв седьмое место в общем зачете. Команда вышла из состава в 1992 году, и Фогарти чуть не остался без поездки после того, как обещанная сделка не состоялась. В конечном итоге он одержал свою первую победу в WSBK в Донингтон-парке и закончил чемпионат девятым в целом, несмотря на то, что завершил лишь неполный сезон.
Сезон 1993 года стал началом его эры как заводского гонщика Ducati. Он боролся со Скоттом Расселом за титул, выиграв 11 гонок против пяти у американца, но проиграв в постоянстве (Рассел был вторым двенадцать раз по сравнению с двумя Фогарти) и финишировал позади него.
В 1994 году два фактора объединились, чтобы развить успех предыдущего сезона. Фогарти был в хорошей форме и жаждал титула, так как в предыдущем сезоне был так близок, он также использовал новый Ducati 916.
Он пропустил гонки в Хоккенхайме из-за сломанного запястья, но сопротивлялся, чтобы выиграть у Рассела и Аарона Слайта.
Победа в шести из первых восьми гонок в 1995 году помогла ему закрепить этот титул с пятью из 24 оставшихся гонок, и он завоевал его с тремя оставшимися гонками в 1999 году.
В 1996 году он снова выступал за команду Нила Таксворта, теперь уже при заводской поддержке Honda. Несмотря на то, что в том сезоне он выиграл четыре гонки на RC45 , на три больше, чем у его товарища по команде Слайта, и на одну больше, чем у Слайта за три сезона на байке, Фогарти снова боролся с постоянством и финишировал четвертым в общем зачете, на 16 очков уступив второму Слайту и 38 очков позади чемпиона Троя Корсера.
В 1997 году он вернулся в Ducati, заняв второе место после Honda Джона Кочински.
Сезон 1998 года был его самым близким титулом — после разочаровывающего уик-энда на Нюрбургринге он занял лишь шестое место в турнирной таблице, но в последнем раунде попытался отыграть Корсера и Слайта. Это было особенно заметно, поскольку его команда (Ducati Performance), управляемая Давиде Тардоцци, впервые участвовала в соревнованиях WSBK.
Фогарти был вынужден уйти из гонок в 2000 году после инцидента на острове Филиппа, когда он сбил каперского гонщика Ducati Роберта Ульма и разбился. Он получил несколько травм, в том числе серьезную травму плеча, которая не зажила достаточно хорошо, чтобы позволить ему снова участвовать в гонке. Его заменил в заводской команде Ducati Трой Бейлисс.

## Другие гонки
Его достижения на острове Мэн начались в середине 1980-х годов. Он выиграл гонку среди новичков в легком весе 1985 года на Гран-при Мэн и выиграл три гонки TT. Первой была гонка серийного 750 1989 года, за которой последовали гонки Формулы-1 и соревнования Senior в 1990 году. Всего он совершил 26 стартов на острове Мэн, побив рекорд круга в 1992 году. Его круг составил 18 минут 18,8 секунды (123,61 миль в час) Yamaha 750 см³ не был разбит до тех пор, пока семь лет спустя Джим Муди не стартовал с места на Honda RC45 в 1999 году, подняв рекорд до 124,45 миль в час.
В начале своей карьеры он выиграл чемпионат мира по велоспорту Формулы-1 , который постепенно сходил на нет после начала чемпионата мира по супербайку в 1988 году.
Он несколько раз стартовал в Moto GP, на некоторое время заменив Пьерфранческо Чили на байке ROC в 1990 году, с лучшим финишем шестым на Гран-при Швеции. Он также несколько раз участвовал в Гран-при Великобритании в классе 500сс . В 1992 году он бежал шестым, прежде чем разбился на масле. В 1993 году он квалифицировался во втором ряду и занял второе место после того, как Алекс Баррош, Мик Духан и Кевин Шванц разбились на первом круге. Он был настроен на третье место, когда у него закончилось топливо, и он проехал по траектории четвертым после трех Yamaha . Он был введен снова в 1994 г., но снялся перед гонкой, сославшись на травму руки, но позже признав, что чувствовал, что поездка была неконкурентоспособной.
В 1992 году он объединился с Терри Раймером и Майклом Симулом, чтобы выиграть 24 часа Ле-Мана. Затем они выиграли чемпионат мира по гонкам на выносливость FIM для Kawasaki . Таким образом, наряду с его четырьмя чемпионатами мира по супербайку, он в сумме имеет пять титулов чемпионата мира.
За рулем Ducati, Фогарти финишировал вторым на Daytona 200 1995 года в США. Скотт Рассел разбился на первом круге гонки, но смог снова подняться и обогнать Фогарти для победы. Фогарти сказал, что перегруппировка пейс-кара вслед за желтым флагом позволила Расселу значительно сократить отставание.
Фогарти выиграл гонку Формулы 1 в Ольстере в 1988 году, а затем, год спустя, он выиграл старшую гонку «Король дорог», установив новый рекорд круга — скорость 121,629 миль в час.
В 1993 году Фогарти выиграл обе гонки супербайков на North West 200 на борту Moto Cinelli Ducati 888.